# Plagithmysus dubautiae
Plagithmysus dubautiae är en skalbaggsart. Plagithmysus dubautiae ingår i släktet Plagithmysus och familjen långhorningar.

## Underarter
Arten delas in i följande underarter:
- P. d. dubautiae
- P. d. arboreae